# Seninle bir dakika
 "Seninle Bir Dakika", Canção da Turquia no Festival Eurovisão da Canção 1975.
"Seninle Bir Dakika" (em português:  Um minuto contigo) foi a canção turca no Festival Eurovisão da Canção 1975, que teve lugar em Estocolmo, Suécia, cantada em turco por Semiha Yankı. A canção tinha letra de Hikmet Münir Ebcioğlu, música de Kemal Ebcioğlu e foi orquestrada por Timur Selçuk.
A canção foi a 13.ª a desfilar na noite do evento (22 de março de 1975), a seguir à canção israelita "At Va'Ani", interpretada por Shlomo Artzi e antes da canção monegasca "Une chanson c'est une lettre", interpretada por Sophie. No final, a canção turca terminou em último lugar (19.º lugar), recebendo apenas 3 pontos.